# 시그네틱스
시그네틱스(Signetics Corp)는 영풍그룹 계열의 대한민국의 반도체 후공정 기업이다. 본사는 경기도 파주시 탄현면 평화로 711에 위치해 있으며 대표이사는 백동원이다.  삼성전자, SK하이닉스 등과 10년 이상 거래관계에 있다

## 역사
영풍그룹이 2000년 회사를 인수하였다

## 상장
2010년 11월 26일에 공모가 2,600원에 상장하였다. 

## 같이 보기
- 코리아써키트

## 참고 문헌
1. ↑  우리회사는… 디지털타임즈, 2011-08-07
2. ↑  시그네틱스 주가 폭등쇼..."엔비디아 탱큐", 핀포인트뉴스, 2023.05.31
3. ↑  시그네틱스, 삼성전자 첨단 패키지 기술로 반도체 ‘초격차’에↑, 아시아경제, 2023.03.24
4. ↑  시그네틱스 네 번째 해고, 분회 복직투쟁 선포, 매일노동뉴스, 2021.06.17